# Александар Мођорош
Александар или Шандор Мођорош био је румунски комунистички политичар, пореклом етнички Мађар, члан Централног комитета Румунске радничке партије, потпредсједник Вијећа министара и члан Министарства пољопривреде.